# Mateusz Taciak
Mateusz Taciak (Kórnik, 19 juni 1984) is een Pools voormalig wielrenner. Hij ging daarna aan de slag als ploegleider bij Voster ATS Team.

## Belangrijkste overwinningen
2002
Proloog en 2e etappe Coupe du Président de la ville de Grudziądz
2007
3e etappe Ronde van de Elzas
2009
Memorial Andrzeja Trochanowskiego
1e etappe Bałtyk-Karkonosze-Tour
2011
2e etappe Ronde van het Qinghaimeer
2012
Eindklassement Ronde van Mazovië
2013
7e etappe Bałtyk-Karkonosze-Tour
Eindklassement Bałtyk-Karkonosze-Tour
Bergklassement Ronde van Hainan
2014
Eindklassement Szlakiem Grodów Piastowskich
2015
5e etappe Bałtyk-Karkonosze-Tour
2016
5e etappe Bałtyk-Karkonosze-Tour
Eindklassement Bałtyk-Karkonosze-Tour
Eindklassement Ronde van Małopolska
2018
4e en 5e etappe Bałtyk-Karkonosze-Tour
Eindklassement Szlakiem Walk Majora Hubala

## Ploegen
- 2009 –  Mróz Continental Team
- 2010 –  Mróz Active Jet
- 2011 –  CCC Polsat Polkowice
- 2012 –  CCC Polsat Polkowice[1]
- 2013 –  CCC Polsat Polkowice
- 2014 –  CCC Polsat Polkowice
- 2015 –  CCC Sprandi Polkowice
- 2016 –  CCC Sprandi Polkowice
- 2017 –  CCC Sprandi Polkowice
- 2018 –  CCC Sprandi Polkowice
- 2019 –  Voster ATS Team
- 2020 –  Voster ATS Team (tot 28/05)

Banaszek · Brożyna · Černý · Großschartner · Hirt · Honkisz · Kaczmarek · Kiendyś · Kurek · Latoń · Małecki · Marycz · Matysiak · Michajlov · Mrożek · Owsian · Paluta · de la Parte · Paterski · Pluciński · Ponzi · Rebellin · Samojlaw · Stępniak · Stosz · Szmyd · Taciak
Banaszek · Białobłocki · Brożyna · Großschartner · Hirt · Kaczmarek · Koch · Kurek · Małecki · Michajlov · Mrożek · Owsian · Paluta · Paterski · Pluciński · Ponzi · Samojlaw · Schlegel · Sisr · Stosz · Taciak · Tratnik
Antunes · Banaszek · Bernas · Brożyna · Cieślik · Franczak · Gradek · Koch · Kump · Kurek · Małecki · Owsian · Paluta · Pluciński · Sajnok · Schlegel · Sisr · Stosz · Taciak · Tratnik